# Vaiusu

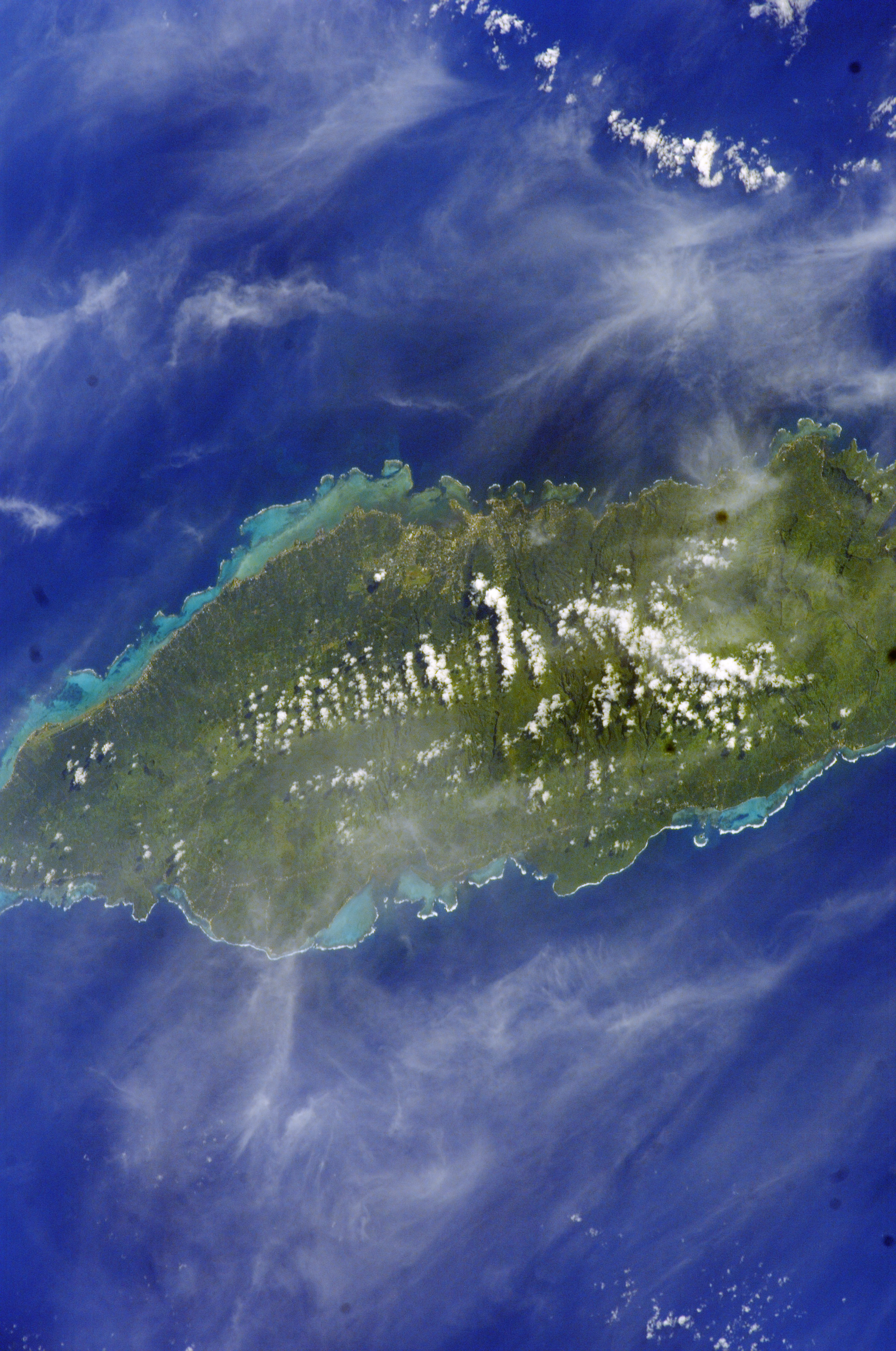
Wyspa Upolu

Vaiusu – miejscowość w Samoa na wyspie Upolu. Znajduje się na północnym wybrzeżu środkowej części wyspy na zachód od stolicy Apia. Według danych z 2016 roku Vaiusu liczy ok. 2,6 tys. mieszkańców. Przemysł spożywczy.